# Candidus Zapfl
Candidus Zapfl OCist (* 28. Februar 1829 in Rein, Eisbach; † 28. Februar 1900) war 47. Abt des Zisterzienserstiftes Rein in der Steiermark.

## Leben

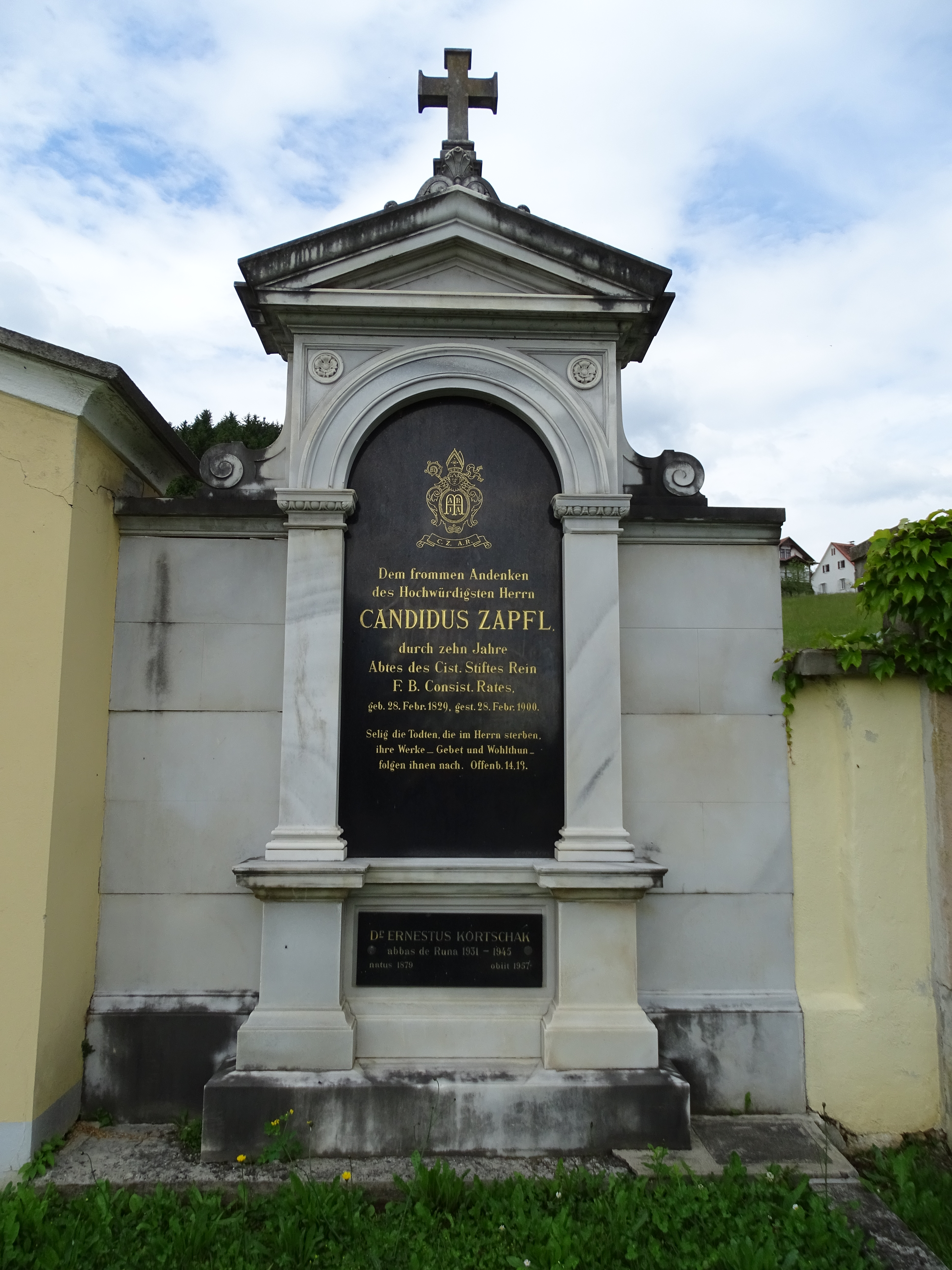
Das Grab von Abt Candidus Zapfl und Ernestus Kortschak am Friedhof Stift Rein-Eisbach.

Candidus Zapfl wurde am 28. Februar 1829 in Rein, einem Ortsteil der Gemeinde Eisbach geboren. 1849 trat er in das Stift Rein ein und wurde 1853 zum Priester geweiht. Er diente zuerst als Kaplan in der Stiftspfarrkirche und wurde 1858 zum Propst von Maria Straßengel ernannt. 1861 wurde er Stiftshofmeister des neu gewählten Abtes Vinzenz Knödl (1821–1890) und verwaltete 13 Jahre lang die Haus- und Landwirtschaft des Stiftes. Anschließend wurde er Administrator auf dem Stiftsgut Rohr bei Wildon. Zapfl wurde am 29. April 1891 zum Abt des Stiftes Rein gewählt. Im selben Jahr wurde er auch zum Generalvikar des Generalkapitel des Zisterzienserordens in Österreich ernannt. Dieses Amt legte er jedoch am 25. Oktober 1893 wieder ab. 1891 wurde er ebenfalls als fürstbischöflicher Konsistorialrat genannt.